# Prugovac (Aleksinac)
Pour les articles homonymes, voir Prugovac.
Prugovac (en serbe cyrillique : Пруговац) est un village de Serbie situé dans la municipalité d'Aleksinac, district de Nišava. Au recensement de 2011, il comptait 230 habitants.

## Démographie
| 1948 | 1953 | 1961 | 1971 | 1981 | 1991 | 2002 | 2011 |
| ---- | ---- | ---- | ---- | ---- | ---- | ---- | ---- |
| 670  | 690  | 664  | 584  | 494  | 402  | 318  | 230  |

|  |